# سان جيوستو كانافيزي
سان جيوستو كانافيزي هي كومونا (بلدية) في مدينة تورينو الحضرية في المنطقة الإيطالية بيدمونت، وتقع على بعد حوالي 30 كم شمال شرق تورينو
تشمل سان جيوستو كانافيزي المناطق التالية: سان جورجيو كانافيزي وفيليتو وفوليزو وبوسكونيرو.